# Controvérsia sobre alimentos geneticamente modificados

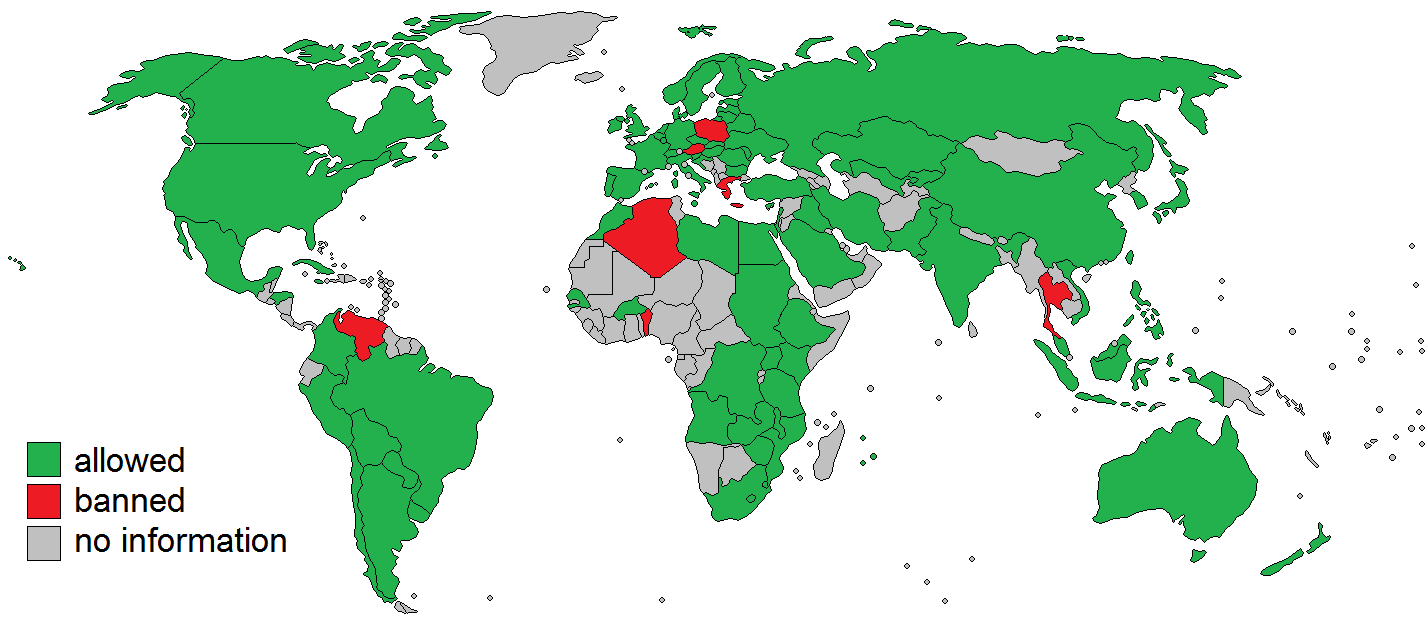
Situação legal dos alimentos transgénicos no mundo em 2009 :
Área verde: permitidos
Área vermelha: proibidos
Área cinza: não informado

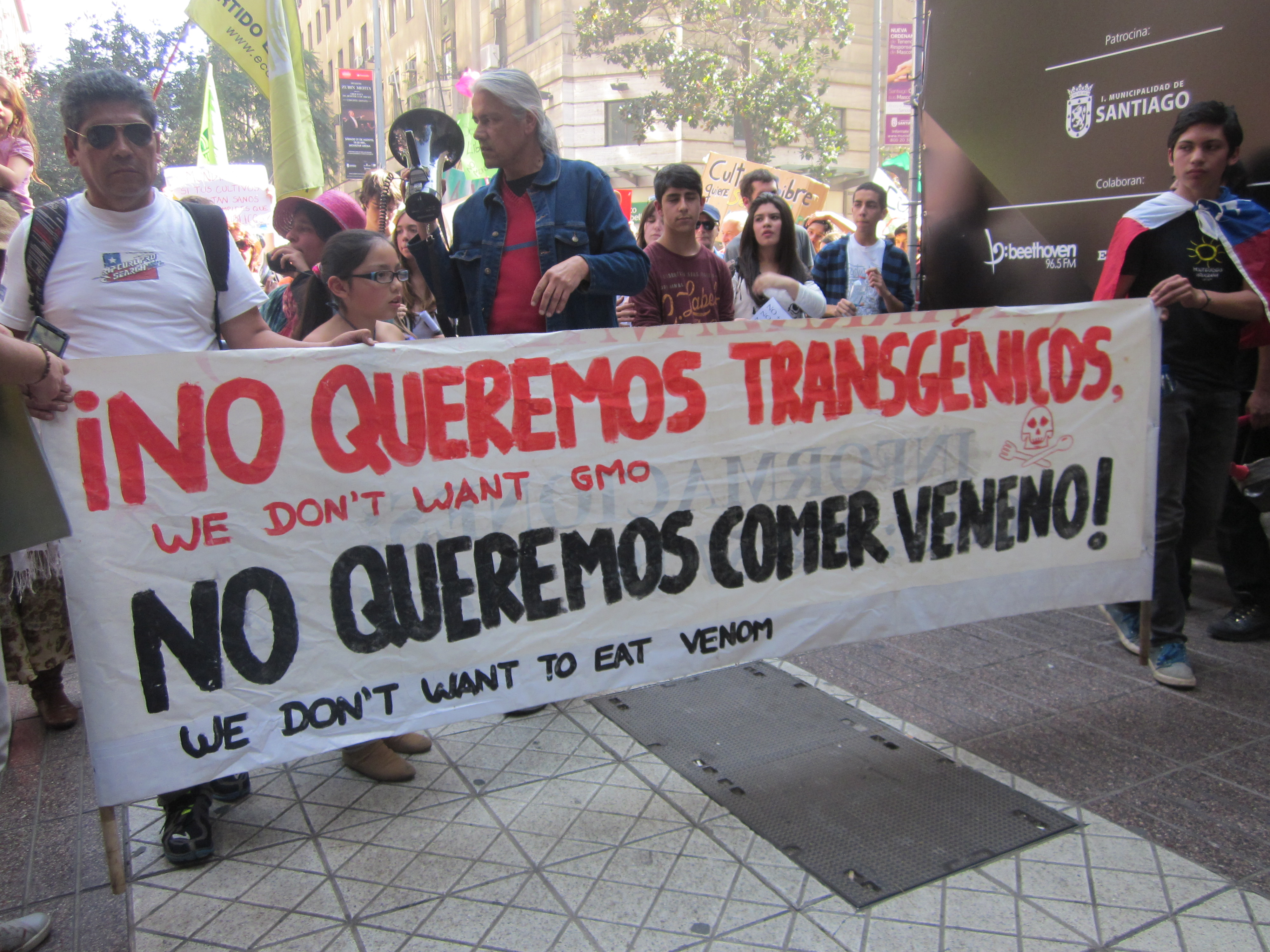
Protestos contra os transgênicos, no Chile.

A controvérsia sobre alimentos geneticamente modificados refere-se à discussão sobre vantagens e desvantagens dos alimentos transgénicos e do uso de organismos geneticamente modificados (OGM) na agricultura. A disputa envolve empresas de biotecnologia, agências reguladoras governamentais, organizações não-governamentais e cientistas. O debate  é mais intenso no Japão e na Europa, onde as preocupações do público sobre alimentos transgénicos é maior do que em outras partes do mundo, como os Estados Unidos da América, onde as culturas geneticamente modificadas são mais praticadas, e a introdução destes produtos tem sido menos controversa.
A segurança é um tópico importante nesta controvérsia. Efeitos adversos na saúde necessitam ser avaliados, porque estes efeitos  dependem das modificações efectuadas.:8 A necessidade de testes aumenta à medida que mais modificações são introduzidas, e a segunda geração desses produtos necessitará de mais testes Até à data, nenhum efeito adverso à saúde provocado por produtos aprovados para venda foi documentado, apesar de dois produtos terem falhado nos teste iniciais de segurança e terem sido descontinuados devido a reacções alérgicas. A maioria dos testes não registra efeitos tóxicos e conclui que os alimentos transgénicos são equivalentes nutricionalmente ao alimentos não modificados, apesar de alguns relatórios atribuírem alterações fisiológicas aos alimentos transgénicos.
Seralini e outros apoiados por grupos de advocacia, como  Greenpeace  e o World Wildlife Fund  consideram que os dados disponíveis não provam que os alimentos transgénicos não coloquem riscos para a saúde, e pedem testes mais extensos e rigorosos antes da comercialização de alimentos geneticamente modificados.
Outra área de controvérsia diz respeito aos efeitos que as culturas resistentes a pesticidas e herbicidas provocam nos ecossistemas, por diminuírem, por exemplo, o número de insectos, gerando um impacto na biodiversidade. Tentativas têm sido efectuadas para medir estes efeitos em culturas de alimentos transgénicos, em larga escala. A interpretação dos resultados destes testes têm sido controversas. Os riscos e efeitos da transferência horizontal de genes também têm sido citados como preocupações, diante da possibilidade de os genes poderem ser espalhados de culturas modificadas para culturas selvagens.

## Rotulagem de alimentos geneticamente modificados no mundo

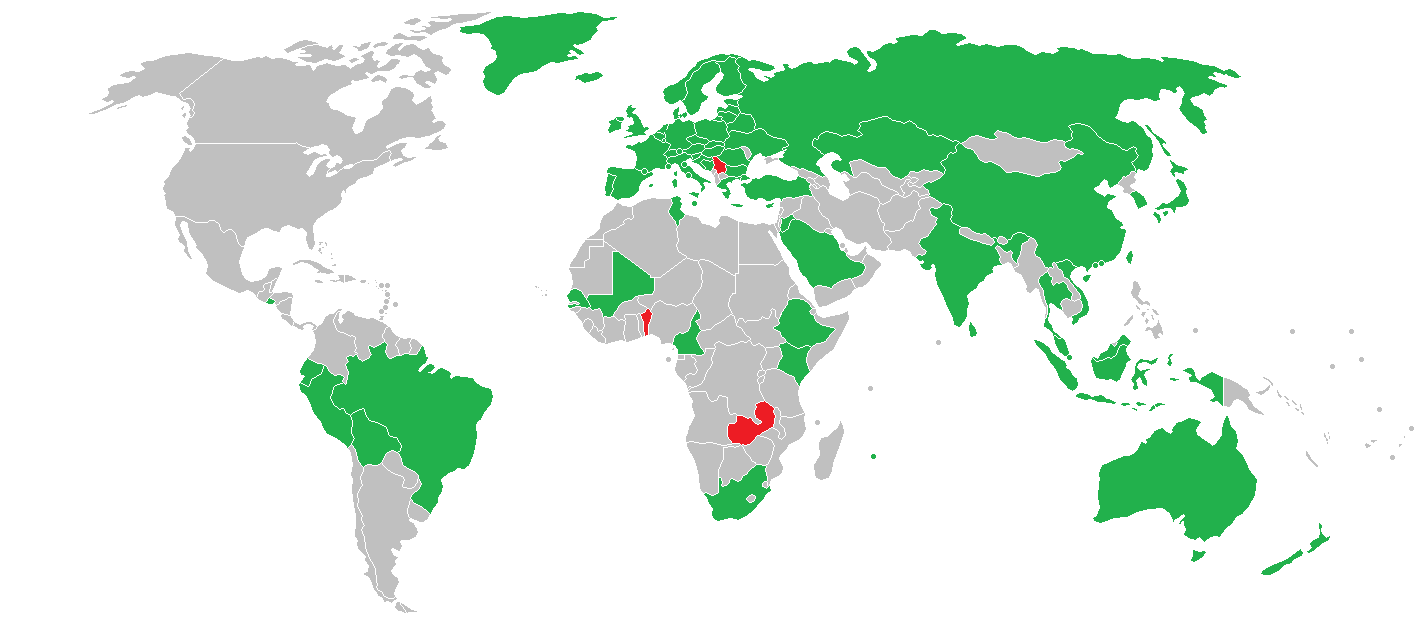
Rotulagem de transgênicos no mundo (2012):
Área verde: rotulagem obrigatória dos alimentos transgênicos
Área vermelha: proibição da importação e do cultivo de alimentos transgênicos.

Existem   métodos bioquímicos qualitativos e quantitativos de detecção de OGMs (ou seja, de DNA ou de proteína resultante de modificação genética) em  alimentos. Os métodos  qualitativos  se destinam a detectar quais OGMs estão contidos em um determinado produto; métodos quantitativos  são usados para medir a quantidade de um dado OGM  presente no produto. Caso não seja possível a análise bioquímica, a rotulagem baseia-se na rastreabilidade do produto que é dada pela possibilidade de  obtenção de registros documentais que forneçam  dados históricos e de localização do produto e do uso de OGMs.
A União Europeia, Japão,
 Austrália, Nova Zelândia, Rússia, China e Índia exigem a rotulagem de organismos geneticamente modificados. Em outros países, a rotulagem é voluntária  ou existem intenções no sentido de exigir a rotulagem.
A American Public Health Association, a British Medical Association e a  Public Health Association of Australia defendem a rotulagem obrigatória. Segundo a Comissão Europeia, a rotulagem e a rastreabilidade obrigatórias são necessárias para permitir a escolha informada,    impedir uma possível desinformação dos consumidores e facilitar a retirada de produtos, caso venham a ser constatados  seus efeitos adversos sobre a saúde ou o sobre o ambiente.
Um estudo de 2007 sobre o efeito da legislação constatou que, após adotada a rotulagem, poucos produtos mantiveram os ingredientes transgênicos em sua composição. O estudo também constatou que os custos da rotulagem eram mais altos nos países exportadores de alimentos  do que nos países importadores de alimentos. Os exportadores de alimentos, como os Estados Unidos, Argentina e  Canadá adotaram a rotulagem voluntária, enquanto os importadores adotaram a rotulagem obrigatória.
Em  2014, 64 países exigiam rotulagem de todos os alimentos transgênicos.:7
Nos Estados Unidos, várias tentativas de aprovar leis sobre rotulagem têm sido feitas especialmente no nível estadual.
No início de 2012, legislaturas de dezoito estados norte-americanos discutiam a legislação sobre a rotulagem de transgênicos. Posteriormente, os estados de Connecticut (2013), Maine (2014)  California(2014)  e Vermont  (2014) adotaram leis sobre rotulagem.
O  American College of Physicians, a Illinois Public Health Association, e a Indiana State Medical Association apoiaram a rotulagem de alimentos contendo OGM e declararam:
"A falta de rotulagem impede os profissionais da saúde de rastrear  o potencial tóxico, as reações alérgicas  e outros efeitos prejudiciais à saúde dos alimentos geneticamente modificados" .

### Rotulagem de transgênicos no Brasil
No Brasil,  o Decreto n° 4680/2003  obriga atualmente as empresas que comercializam produtos com mais de 1% de matéria prima transgênica a identificar no painel principal, e em destaque, seus produtos, com um símbolo definido pela Portaria do Ministério da Justiça n. 2658/2003: o símbolo T dentro de um triangulo equilátero amarelo
Em abril de 2015, o PL(Projeto de Lei) n, 4148/08, de autoria do deputado Luis Carlos Heinze (PP/RS) e que estava em tramitação desde 2008, foi aprovado pelo plenário da Câmara dos Deputados e encaminhado pelo Deputado Eduardo Cunha ao Senado Federal. O projeto propõe o fim do símbolo T, a flexibilização da fiscalização, o fim da rotulagem de carnes cujo animal consumiu ração com ingredientes transgênicos e a informação com a letra mínima permitida pela legislação em local a ser escolhido pela própria empresa.
No Senado, o PL foi recebido como PLC (Projeto de Lei da Câmara) n. 34/2015 e manteve o texto-base da Câmara dos Deputados. No momento o PL está em tramitação na CCJC - Comissão de Constituição, de Justiça e Cidadania, com parecer do Senador Cidinho Santos pela aprovação.
Pelo projeto de lei, as principais diferenças na rotulagem são as seguintes:
|                             | Como é hoje? | Como será se o PL for aprovado pelo Senado?                                                                                      |
| --------------------------- | --- | --- |
| Local da Informação         | Painel principal e em destaque                                                                                       | Lugar escolhido pela empresa, usando a menor letra possível pela legislação.                                                     |
| Símbolo T                   | SIM | NÃO |
| Fiscalização                | Pela informação em nota fiscal em cada etapa da cadeia produtiva e pela composição do produto (mais barata e segura) | Não aparece mais na nota fiscal e análise feita somente no produto final, o que dificulta a identificação (mais cara e insegura) |
| Espécie doadora do gene     | SIM | NÃO |
| Rotulagem de carnes         | SIM | NÃO |
| Destinatários da informação | Consumidores e produtores                                                                                            | Só consumidores |

O Instituto Brasileiro de Defesa do Consumidor, várias organizações ambientalistas e o Ministério Público Federal (MPF) são contra a aprovação do projeto, considerando que isso dificultaria o entendimento da composição de alimentos que contenham matéria-prima transgênica. Segundo o MPF, o consumidor tem legítimo interesse e direito de ser informado sobre  esses produtos. Ademais, segundo o MPF,  o PL 34/2015 é inconstitucional porque viola princípios do direito do consumidor e do meio ambiente equilibrado, mais precisamente, o direito de acesso à informação, o princípio da precaução e da vedação de retrocesso. Em novembro de 2019, Comissão de Transparência e Defesa do Consumidor do Senado Federal rejeitou a proposta, com parecer do senador Randolfe Rodrigues (REDE-AP); o relatório ainda precisa passar por apreciação no plenário.